# Георге Асакі
Гео́рге Аса́кі (рум. Gheorghe Asachi; 1 (12) березня 1788, місто Герца, нині райцентр Чернівецької області — †12 (24) листопада 1869, Ясси, Румунія) — румунський і молдовський письменник, політичний діяч, просвітитель, літограф.

## Біографія
Здобув освіту у Львові.
Засновник першої румунської школи та національного театру в Яссах (1817), організатор Михайлівської академії (1835), на базі якої засновано було перший румунський університет (1860).
У 1829 почав видавати першу молдовську газету «Албіна роминяске» («Румунська бджола»).

## Творчість
Асакі належать збірки «Вірші» (1836), «Вибрані байки» (1836), «Історичні новели» (1859). У вірші «На цвинтарі» викривається жорстокий визиск трудящих боярами.